# Oficio (documento)
El oficio es un tipo de documento que sirve para comunicar disposiciones, consultas, órdenes, informes, o también para llevar a cabo gestiones de acuerdos, de disposiciones, de felicitación, de colaboración, de agradecimiento, etc. Estas redacciones se utilizan en instituciones como: ministerios, embajadas, municipios, colegios profesionales, sindicatos y oficinas de gobierno, entre otros.

## Tipo de oficios

### Oficio múltiple
Es un documento que se usa cuando un mismo tema o texto va dirigido a más de un destinatario, por esta razón las instituciones o dependencias incluyen el número de oficio, dejando puntos suspensivos para escribir el nombre y el cargo, para especificarlo cuando el caso lo requiera. Esto sirve, además, para agilizar el proceso que dure la
documentación.
El texto del documento se basa en la emisión de órdenes, instrucciones, recomendaciones, sugerencias o informaciones a diferentes oficinas o despachos simultáneamente que nos ayuda a la compresión del lector
El trato que se considera en el oficio múltiple es vertical descendente y horizontal. Es decir, va dirigido a subordinados, o entre jefes de instituciones del mismo nivel o jerarquía.
La estructura del oficio múltiple, básicamente, es igual que la del oficio simple, no obstante lo cual es importante recordar que:
El número de oficio es el mismo para todos los ejemplares que se van a distribuir; en el oficio múltiple, necesariamente, se escribe la palabra distribución, que viene a ser la última parte de este tipo de oficio (véase ejemplo).
se da en el original, íntegramente y sin ninguna alteración. Todo el fragmento o párrafo transcrito debe ir entre comillas y fiel al original.
Mediante este documento se emiten: resoluciones, circulares, directivas u otros casos del mismo oficio.
El tipo de trato y/o relación que se cumple por medio de este documento es el de autoridad a subordinados o entre autoridades del mismo nivel, dentro y fuera. Este documento servirá para transcribir informes relevantes e importantes.

## Partes del oficio
Habitualmente un oficio suele llevar algunos elementos identificatorios y de contenido que ayudan a un mejor orden en la presentación de información. 
- Membrete

Es el primero. Todas las empresas y buena parte de las instituciones públicas tienen membrete, lo cual es muy importante para un oficio.
- Año

Es la denominación que se le da al año actual.
- Lugar y fecha

Es la primera parte, en la que se escribe: el lugar de donde se envía, el día, el mes y el año en curso.
- Numeración

En esta parte se escriben los tres datos, al igual que el memorándum; la palabra oficio en destacado y/o con mayúsculas, seguida del número de expedición y separada por una línea oblicua y, a continuación, las siglas de la oficina de procedencia con letras mayúsculas, separada por una línea oblicua y el año en curso.
- Destinatario

Es la parte que abarca cuatro líneas o más, según lo requerido. Aquí se escribe: el nombre completo, el cargo y el lugar de la persona a quien se dirige.
- Asunto

Es la cuarta parte y se escribe con mayúsculas la palabra ASUNTO, seguida de dos puntos y luego, en resumen, se indica con claridad el mensaje del texto, que se explicará en el cuerpo.
- Referencia

Es la quinta parte que se usa, solo cuando es necesario mencionar la numeración del documento recibido con anterioridad, a cuyo contenido se quiere dar respuesta. Esta palabra también se escribe con mayúscula y debajo del asunto.

En algunos casos esta parte del oficio se usa para mencionar decretos, resoluciones, directivas o convenios.
- Cuerpo o texto

Es la parte central del documento, donde se dará a conocer el mensaje de la comunicación, en forma clara y precisa y muy brevemente.
"Tengo a bien comunicarle..."

"Me es muy grato comunicarle..."

"Tengo el honor de dirigirme..."

- Despedida

En la despedida debemos demostrar amabilidad, cortesía.
- Firma y posfirma

Firma:- Se escribe la rúbrica a mano.
Posfirma: Se coloca el nombre y apellido de la persona que firma el documento, y a su vez el cargo que le distingue, más el sello respectivo.
- Iniciales

Al igual que en el memorándum, las iniciales del remitente se escriben con letras mayúsculas y, en minúsculas, las de la persona que mecanografió el documento.
- Anexo

Aquí se indica la documentación que se adjunta al oficio, como catálogos, revistas, tarjetas, programas, etc.
Un anexo es una página que constituye un tipo de información de soporte enciclopédico, que aporta información relacionada con artículos, pero que no es un artículo en sí mismo. Este tipo de páginas utilizan el espacio de nombres específico Anexo:, y se categorizan en la Categoría:Anexos.
- Distribución

Se usa, generalmente, en los oficios múltiples; aquí se menciona a las personas y las dependencias a quienes va dirigido el oficio.